# Margaret Morris (chorégraphe)
 (février 2022).
Si vous disposez d'ouvrages ou d'articles de référence ou si vous connaissez des sites web de qualité traitant du thème abordé ici, merci de compléter l'article en donnant les références utiles à sa vérifiabilité et en les liant à la section « Notes et références ».
Pour les articles homonymes, voir Margaret Morris et Morris.
Margaret Morris (Londres, 17 avril 1891 - Glasgow, 29 février 1980) est une danseuse, chorégraphe et pédagogue britannique.
Élève de Raymond Duncan — frère d'Isadora — en 1909, elle est adepte de la danse libre jusqu'en 1925 et crée elle-même ses costumes, ses scénographies et souvent sa musique. Elle est une pionnière concernant l'introduction de la danse moderne dans les ballets britanniques. Elle incorpore les positions grecques d'Isadora Duncan, notamment dans sa chorégraphie d'Orphée, inspirée de celle d'Orfeo de Christoph Willibald Gluck et dans son interprétation de l'Oiseau bleu basée sur celle de Maurice Maeterlinck.
Parallèlement, elle élabore une méthode d'éducation corporelle appliquée à la danse, à l'éducation physique, à l'école, au sport et à la thérapie.
En 1928, elle met au point un système de notation du mouvement, Danscript, connu sous l'appellation Margaret Morris Movement (MMM). Le siège de l'association internationale se trouve en Écosse, dans le West Dunbartonshire.
Elle s'arrête de danser en 1961, à la mort de son mari, le peintre John Duncan Fergusson.

## Quelques œuvres
Chorégraphies
- 1909 : Peer Gynt
- 1910 : Orfeo de Euridice
- 1917 : Angkorr[2]

Publications
- Margaret Morris Dancing, Londres, Routledge & Kegan Paul, 1925
- Notation of Movement, Londres, Routledge & Kegan Paul, 1928
- My Life in Movement, Londres, Peter Owen, 1969